# بخش د سن میگوئل
بخش د سن میگوئل (به اسپانیایی: Partido de San Miguel) یک منطقهٔ مسکونی در آرژانتین است که در استان بوئنوس آیرس واقع شده‌است. بخش د سن میگوئل ۸۳ کیلومتر مربع مساحت و ۲۸۱٬۱۲۰ نفر جمعیت دارد.